# Holomitrium pulchellum
Holomitrium pulchellum är en bladmossart som beskrevs av Mitten 1869. Holomitrium pulchellum ingår i släktet Holomitrium och familjen Dicranaceae. Inga underarter finns listade i Catalogue of Life.